# 金安区
金安区是中國安徽省六安市下辖的一个市辖区。区域总面积为1654平方公里，常住总人口約88万。金安区成立於1999年。区人民政府驻人民路。

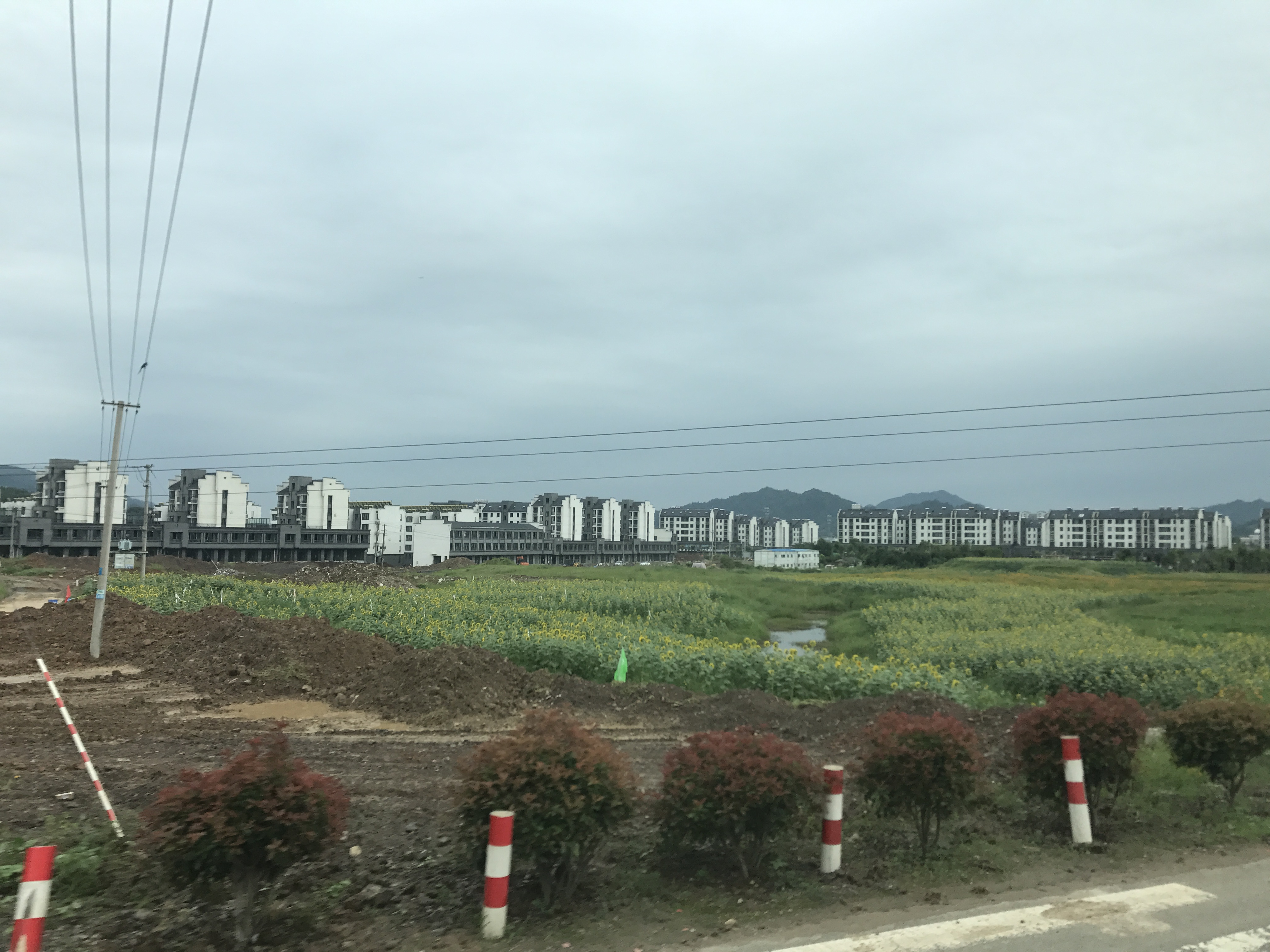

## 行政区划
金安区下辖5个街道办事处、11个镇、6个乡：
中市街道、东市街道、三里桥街道、望城街道、清水河街道、木厂镇、马头镇、东桥镇、张店镇、毛坦厂镇、东河口镇、双河镇、施桥镇、孙岗镇、三十铺镇、椿树镇、城北乡、翁墩乡、淠东乡、中店乡、横塘岗乡、先生店乡和六安经济开发区。

## 人口民族
根据第七次人口普查数据顯示：金安区的常住人口为829,236人。截至2022年末，金安区常住人口87.7万人。

## 历史事件
2006年末至2007年初，境内靠近市区的“合武高铁”建设工地双墩段发现罕见汉墓群，并进行了发掘，最终认定为首任六安王刘庆的墓葬。高铁线路为此向南侧改道百余米。

## 名优土特产
皖西大白鹅（家庭土法饲养尤优）、白鹅鹅绒和羽毛、老淠河河湾沙土地区的白萝卜以及晒干的萝卜丝、农户家庭土法饲养的山羊以及风干的羊肉、野菜（干马齿苋等）、家庭散养鸡及其鸡蛋、土法榨制的小磨麻油，特色小吃有胡辣汤、虾肉绿豆丸子汤，还有羊肉（或羊杂）火锅、狗肉火锅（本地称作羊肉锅子、狗肉锅子）等。

## 旅游景点
皖西大裂谷风景区，东石笋风景区